# Lijst van voetbalinterlands België - Spanje
Deze lijst van voetbalinterlands is een overzicht van alle officiële voetbalwedstrijden tussen de nationale teams van België en Spanje. De landen hebben tot op heden 23 keer tegen elkaar gespeeld. De eerste ontmoeting werd gespeeld in Antwerpen op 29 augustus 1920 tijdens de Olympische Spelen van Antwerpen. Het laatste duel, een vriendschappelijke wedstrijd, vond plaats op 1 september 2016 in Brussel.

## Wedstrijden
| №  | Plaats    | Datum            | Competitie           | Wedstrijd       | Uitslag |
| -- | --------- | ---------------- | -------------------- | --------------- | ------- |
| 1  | Antwerpen | 29 augustus 1920 | OS 1920              | België − Spanje | 3 − 1   |
| 2  | Bilbao    | 9 oktober 1921   | Vriendschappelijk    | Spanje − België | 2 − 0   |
| 3  | Antwerpen | 4 februari 1923  | Vriendschappelijk    | België − Spanje | 1 − 0   |
| 4  | Barcelona | 2 januari 1949   | Vriendschappelijk    | Spanje − België | 1 − 1   |
| 5  | Brussel   | 10 juni 1951     | Vriendschappelijk    | België − Spanje | 3 − 3   |
| 6  | Barcelona | 19 maart 1953    | Vriendschappelijk    | Spanje − België | 3 − 1   |
| 7  | Brussel   | 31 maart 1957    | Vriendschappelijk    | België − Spanje | 0 − 5   |
| 8  | Brussel   | 2 december 1962  | Vriendschappelijk    | België − Spanje | 1 − 1   |
| 9  | Valencia  | 1 december 1963  | Vriendschappelijk    | Spanje − België | 1 − 2   |
| 10 | Madrid    | 11 december 1968 | WK 1970 kwalificatie | Spanje − België | 1 − 1   |
| 11 | Luik      | 23 februari 1969 | WK 1970 kwalificatie | België − Spanje | 2 − 1   |
| 12 | Milaan    | 15 juni 1980     | EK 1980              | België − Spanje | 2 − 1   |
| 13 | Valencia  | 16 december 1981 | Vriendschappelijk    | Spanje − België | 2 − 0   |
| 14 | Elche     | 19 februari 1986 | Vriendschappelijk    | Spanje − België | 3 − 0   |
| 15 | Puebla    | 22 juni 1986     | WK 1986              | Spanje − België | 1 − 1   |
| 16 | Verona    | 21 juni 1990     | WK 1990              | België − Spanje | 1 − 2   |
| 17 | Brussel   | 17 december 1994 | EK 1996 kwalificatie | België − Spanje | 1 − 4   |
| 18 | Sevilla   | 29 maart 1995    | EK 1996 kwalificatie | Spanje − België | 1 − 1   |
| 19 | Santander | 9 oktober 2004   | WK 2006 kwalificatie | Spanje − België | 2 − 0   |
| 20 | Brussel   | 8 oktober 2005   | WK 2006 kwalificatie | België − Spanje | 0 − 2   |
| 21 | Brussel   | 15 oktober 2008  | WK 2010 kwalificatie | België − Spanje | 1 − 2   |
| 22 | A Coruña  | 5 september 2009 | WK 2010 kwalificatie | Spanje − België | 5 − 0   |
| 23 | Brussel   | 1 september 2016 | Vriendschappelijk    | België − Spanje | 0 − 2   |

## Samenvatting
| Competitie        | Totaal gespeeld | Winst België | Gelijk | Winst Spanje | Doelsaldo België – Spanje |
| ----------------- | --------------- | ------------ | ------ | ------------ | ------------------------- |
| WK-eindronde      | 2               | 0            | 1      | 1            | 2 − 3                     |
| WK-kwalificatie   | 6               | 1            | 1      | 4            | 4 − 13                    |
| EK-eindronde      | 1               | 1            | 0      | 0            | 2 − 1                     |
| EK-kwalificatie   | 2               | 0            | 1      | 1            | 2 − 5                     |
| Olympische Spelen | 1               | 1            | 0      | 0            | 3 − 1                     |
| Vriendschappelijk | 11              | 2            | 3      | 6            | 9 − 23                    |
| Totaal            | 23              | 5            | 6      | 12           | 22 −46                    |

Wedstrijden bepaald door strafschoppen worden, in lijn met de FIFA, als een gelijkspel gerekend.

## Details

### 23ste ontmoeting
| Vriendschappelijk (Brussel, België, 1 september 2016): |              | |
| België | 0 – 2        | Spanje |
| | goals        | 34' David Silva 62' (pen.) David Silva |
| Roberto Martínez | bondscoach   | Julen Lopetegui |
| Thibaut Courtois Thomas Meunier Toby Alderweireld Jan Vertonghen Jordan Lukaku Axel Witsel Radja Nainggolan 46' Yannick Ferreira Carrasco 77' Eden Hazard Divock Origi 67' Kevin De Bruyne 87' | opstellingen | David de Gea 59' Gerard Piqué Sergio Busquets 27' Álvaro Morata Koke Thiago Alcântara 75' Vitolo Sergio Ramos 59' Jordi Alba 75' David Silva 85' Dani Carvajal |
| Mousa Dembélé 46' Romelu Lukaku 67' Kevin Mirallas 77' Steven Defour 87' | wissels      | 27' Diego Costa 59' Marc Bartra 59' César Azpilicueta 75' Saúl Ñíguez 75' Lucas Vázquez 85' Sergi Roberto                                                      |
| - Debuut van Roberto Martínez als bondscoach van België. - Debuut van Julen Lopetegui als bondscoach van Spanje. - Debuut van Saúl Ñíguez (Atlético Madrid) voor Spanje.                       |              | |